# BX Swiss
BX Swiss (ранее Бернская биржа (англ. Berne exchange)) — фондовая биржа, расположенная в Берне, Швейцария. Биржа основана в 1880 году, вторая по величине фондовая биржа в Швейцарии.

## История
Berne exchange была основана в 1880 году как Бернская банковская ассоциация (Berne Bank Association), в 1884 году была сформирована как Бернская биржевая ассоциация (Berner Borsenverein, BBV), акционерами которой вступили все девять бернских банков и четырнадцать частных компаний. Объёмы торгов на бирже были сравнительно небольшими до самой Первой мировой войны. Между 1911 и 1913 годами, на биржевой площадке заключили около 1100 сделок. В 2002 году Бернская биржа полностью перешла на ведение торгов через электронную систему.
В отличие от своих конкурирующих биржевых площадок в Базеле, Женеве и Цюрихе, Бернская биржа не приняла участие в объединении 1995 года, которое привело к образованию Швейцарской фондовой биржи. Бернская биржа сохранила юридическую форму частной ассоциации в соответствии с законодательством страны, а её участниками выступают крупные банки, действующие в Берне, включая UBS и Credit Suisse.
Листинг Бернской биржи, в основном, представлен швейцарскими предприятиями малой и средней капитализации, которые обычно не представляют более строгие критерии включения в листинг Швейцарской фондовой биржи. Рыночная капитализация пятидесяти компаний, акции которых торгуются на бирже, по данным на 2006 год составляла около $10 миллиардов долларов.